# Rhododendron adenobracteum
Rhododendron adenobracteum är en ljungväxtart som beskrevs av X.F.Gao och Y.L.Peng. Rhododendron adenobracteum ingår i släktet rododendron, och familjen ljungväxter. Inga underarter finns listade i Catalogue of Life.